# Yoshito Usui
Yoshito Usui (japanska: 臼井儀人?, Usui Yoshito), född 21 april 1958, död 11 september 2009, var en japansk mangaförfattare.
Han är framför allt känd för sin populära manga Crayon Shin-chan. Han står även bakom andra verk som Mix Connection, Scrambled Egg och Supper Mix.